# Baptisia sulphurea
Baptisia sulphurea är en ärtväxtart som beskrevs av Georg George Engelmann. Baptisia sulphurea ingår i släktet Baptisia och familjen ärtväxter. Inga underarter finns listade i Catalogue of Life.